# Andrzej Szymański (chemik)
Andrzej Szymański (ur. 28 kwietnia 1931 w Ostrowcu Świętokrzyskim, zm. 12 marca 2020) – polski chemik, prof. dr hab.

## Życiorys
W 1955 ukończył studia na Uniwersytecie Warszawskim. Obronił pracę doktorską, następnie uzyskał stopień doktora habilitowanego. W 1977 nadano mu tytuł profesora w zakresie nauk chemicznych. Pracował w Instytucie Budownictwa i Architektury na Wydziale Inżynierii Budowlanej i Sanitarnej Politechniki Lubelskiej.
Od 1969 do 1994 pełnił funkcję kierownika Pracowni Chemii Plazmy (Zakładu Dydaktycznego Chemii Fizycznej).
Zmarł 12 marca 2020.